# Лоскутов, Михаил Иванович
Михаил Иванович Лоскутов — советский врач, доктор медицинских наук, профессор.

## Биография
Родился в 1921 году в деревне Морозиха. Член КПСС.
Окончил Мелитопольское военно-авиационное училище.
Участник Великой Отечественной войны: штурман экипажа 24-го гвардейского ночного бомбардировочного авиационного полка, совершил 517 боевых вылетов.
Окончил Смоленский медицинский институт.
В 1951—1970 гг. — клинический ординатор, врач-уролог, в 1970—1986 гг. — заведующий кафедрой урологии Смоленского медицинского института.
В 1986—1990 гг. — профессор-консультант Смоленского медицинского института.
Возглавлял Смоленское областное научно-практическое общество урологов (1963—1990), член редакционного совета журнала «Урология и нефрология» (1972—1990). Одним из первых в России экспериментально разработал методику создания искусственного мочевого пузыря и успешно осуществил её в клинической практике.
Умер в 2001 году в Смоленске.

## Награды
- Орден Октябрьской Революции (11.03.1976)
- Орден Красного Знамени (02.11.1944)
- Орден Отечественной войны I степени (18.05.1945, 06.04.1985)
- Орден Отечественной войны II степени (27.08.1943)